# قائمة المعالم الأثرية المصنفة في ولاية المهدية
تحتوي هذه المقالة قائمة المعالم الأثرية المصنفة في ولاية المهدية وهي المعالم والأماكن التاريخية المصنفة والمحمية من قبل المعهد الوطني للتراث في ولاية المنستير في تونس. تحتوي القائمة 14 موقع.
| رمز المعلم | المدينة    | المعلم                                                                       | تاريخ التصنيف  | القرار     | صورة |
| ---------- | ---------- | ---------------------------------------------------------------------------- | -------------- | ---------- | ---- |
| 53-1       | الجم       | العمود الكبير كرنثيان (التاج الكورنتي الكبير)                                | 26 يناير 1893  | القرار هنا |      |
| 53-2       | الجم       | مسح سبا في عام 1901 (الحمام الروماني)                                        | 1 مارس 1905    | القرار هنا |      |
| 53-3       | الجم       | قصر الجم(ملعب المصارعة الدائري)                                              | 26 يناير 1893  | القرار هنا |      |
| 53-4       | العالية    | آبار                                                                         | 22 مارس 1899   | القرار هنا |      |
| 53-5       | العالية    | فسيفساء المدينة الرومانية(منزل الفسيفساء)                                    | 22 مارس 1899   | القرار هنا |      |
| 53-6       | العالية    | قبور مقبرة البونية(المقبرة البونية)                                          | 22 مارس 1899   | القرار هنا |      |
| 53-7       | العالية    | المساكن الرومانية                                                            | 22 مارس 1899   |            |      |
| 53-8       | العالية    | الصهاريج المائية                                                             | 22 مارس 1899   |            |      |
| 53-9       | العالية    | مصارف المياه الرومانية                                                       | 17 يونيو 1997  |            |      |
| 53-10      | العالية    | اقنية المياه الروماني                                                        | 17 جويلية 1997 |            |      |
| 53-11      | العرق      | فيلا رومانية 8 كلم شمال غرب الشابة                                           | 3 ماي 1920     | القرار هنا |      |
| 53-12      | رأس قبودية | القلعة البيزنطية (برج خديجة)                                                 | 22 مارس 1922   |            |      |
| 53-13      | سلقطة      | سراديب الاموات                                                               | 13 مارس 1912   | القرار هنا |      |
| 53-14      | المهدية    | الجامع الكبير في المهدية وصمعته                                              | 3 مارس 1915    | القرار هنا |      |
| 53-15      | المهدية    | آبار رومانية (الصهاريج الرومانية)                                            | 22 مارس 1899   | القرار هنا |      |
| 53-16      | المهدية    | القصبة                                                                       | 13 مارس 1912   | القرار هنا |      |
| 53-17      | المهدية    | باب المدينة "السقيفة الكحلة" (باب الممر مما يتيح الوصول إلى المدينة العتيقة) | 3 مارس 1915    | القرار هنا |      |

## مقالات ذات صلة
- قائمة المعالم الأثرية المصنفة في تونس
- المعهد الوطني للتراث
- ثقافة تونس
- تاريخ تونس

## روابط خارجية
- القائمة الرئيسية للمعالم التاريخية والأثرية المرتبة والمحمية للبلاد التونسية على موقع المعهد الوطني للتراث.